# Джебарики-Хая
Джебарики-Хая (на руски: Джебарики-Хая; на якутски: Дьабарыкы-Хайа) е селище от градски тип в Якутия, Русия. Разположено е на брега на река Алдан, на около 50 km южно от районния център Хандига и на около 317 km източно от областния център град Якутск. Към 2016 г. населението му възлиза на 1441 души.

## История
Селището е основано през 1941 г. във връзка с разработването на находище на въглища. През 1974 г. получава статут на селище от градски тип. През 1985 г. започва работа мина „Джебарики-Хая“.

## Население
| 1979 | 1989 | 2002 | 2009 | 2010 |
| ---- | ---- | ---- | ---- | ---- |
| 3256 | 3825 | 2125 | 1890 | 1694 |
| 2012 | 2013 | 2014 | 2015 | 2016 |
| 1662 | 1624 | 1584 | 1499 | 1441 |

## Икономика
Основната част от населението е заета в сферата на въгледобива. Произвеждат се и строителни материали. Селището разполага с речно пристанище.